# Высокая Гребля (Винницкая область)
Высокая Гребля (укр. Висока Гребля) — село на Украине, находится в Крыжопольском районе Винницкой области.
Код КОАТУУ — 0521980202. Население по переписи 2001 года составляет 559 человек. Почтовый индекс — 24612. Телефонный код — 4340.
Занимает площадь 1,766 км².

## Адрес местного совета
24611, Винницкая область, Крыжопольский р-н, с. Андрияшевка, ул. Шевченко, 1